# Бюро помощи детям
Бюро помощи детям (азерб. Uşaqlara Yardım Bürosu) — общественная благотворительная организация, действовавшая во времена Азербайджанской Демократической Республики. Организация создана для того, чтобы помочь детям, оставшимся сиротами после мартовского геноцида.
В распоряжении бюро было несколько детских приютов. Наряду с Азербайджанской Демократической Республикой их деятельность поддерживали проживающие в стране благотворители-миллионеры.
После апрельской революции деятельность бюро была приостановлена.

## История

### Создание

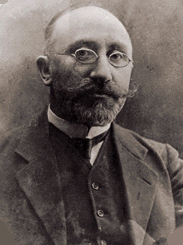
Министр здравоохранения Азербайджанской Республики Евсей Гиндес

В сентябре 1918 года при Центральном комитете внутренних дел было создано Бюро помощи детям, которое было крупнейшей благотворительной организацией, действовавшей в то время, для помощи детям, оставшимся сиротами после мартовского геноцида, а также пострадавшим от геноцида.. Председатель бюро — Евсей Гиндес, заместитель — Лиза Мухтарова.
Ряд миллионеров также поддерживали деятельность бюро и строительство его зданий. Среди них Гаджи Зейналабдин Тагиев, Ага Муса Нагиев, Ага Шамси Асадуллаев. Кроме того, частные лица также делали пожертвования. Среди этих благотворителей Исабей Садыхбеков, Ханифа Зейналабдин оглы Тагиев, председатель Мусульманского благотворительного общества Гасым Гасымов, Таги Нагиев, Зейнаб ханум Салимханова и другие.

### Деятельность
Основной целью бюро, которого является помощь детям-сиротам, выброшенным на улицу, в первые дни своей деятельности в основном пыталось организовать приюты. Однако возникли трудности из-за нехватки средств. Поэтому соответствующие госструктуры обратились к населению с призывом поддержать работу бюро. Об этом писали в издававшейся в то время азербайджанской газете.
Даже самая обыкновенная игрушка, подаренная детям, имеет большое значение... Эти дети имеют полное право на помощь и содействие общества...
Изначально в бюро было 5 приютов, в которых могли разместиться до тысячи детей. Одним из приютов стал «Детский дом», который был открыт в декабре с помощью Лизы Мухтаровой. Этот приют был открыт на базе «Дома ребенка», действовавшего с 1895 по 1917 годы. В то время председателем был доктор Гиндес, а финансистом — Гаджи Зейналабдин Тагиев. Позднее Г. З. Тагиев был избран почетным членом бюро. Строительство этого «Дома ребенка» было начато в 1898 году. Однако из-за отсутствия средств строительство остается незавершенным. Позже Муса Нагиев и Шамси Асадуллаев выделили деньги на завершение строительства приюта. Это здание XIX века находится на пересечении улиц Сулеймана Рустама и Микаила Рафили.
Лиза Мухтарова, у которой не было своих детей, ведет активную просветительскую и воспитательную деятельность. Она организовала пансион в своем частном имении (ныне Дворец Мухтарова) и заботилась о девочках из бедных семей, потерявших родителей.
В целях расширения работы 26 ноября 1918 г. было проведено большое собрание членов местных общественных и национальных организаций. Здесь создается коллегиальный орган, избираются члены от всех национальных, общественных и благотворительных организаций. А. Леонтович, Е. Гиндес, Г. Брон от ЦДК, Крылова и инженер Кривошеин от Русского благотворительного общества, Ю. Варшавский от Еврейского национального комитета, Лиза Мухтарова от Мусульманского благотворительного общества, Васильевская от Мусульманского приюта, Радзинская из «Детского дома», «Детский дом Корицкая» и другие избираются членами бюро. А доктор Аллахвердиев берет на себя заботу здоровья детей.
Министерство социальной защиты населения во главе с Муса-беком Рафиевым финансировало продовольственное управление. Заместитель министра Рустам-хан Хойский помог мусульманскому населению, проживающему в горной части Баку, Сураханах, Сабунчи и Рамана, особенно женщинам, которые не могли приехать на продовольственные пункты.